# Prawo rzymskie w Polsce
Prawo rzymskie w Polsce – elementy prawa rzymskiego przenikały do Polski już od przyjęcia chrztu. Należy zaznaczyć, że do powszechnego przyjęcia jako takiego nigdy nie doszło- od pewnego momentu zaczęto nauczać go na uniwersytetach, a więc sytuacja podobna do dużej części reszty Europy. Jego wpływy jednak uzewnętrzniły się, poza edukacją uniwersytecką, m.in. w sądownictwie rektorskim Akademii Krakowskiej (scholarzy mieli być sądzeni według prawa rzymskiego) w prawie magdeburskim, i w powstałym oparciu na nie prawie chełmińskim. 
Rzymskim podziałem rzeczowym kierowali się autorzy różnych propozycji kodyfikacji, m.in. Andrzej Zamoyski.

## Początki
Przenikanie elementów prawa rzymskiego rozpoczęło się wraz z przyjęciem chrztu przez Mieszka I w 966 roku. Przybyli duchowni, umieszczający w tekstach urzędowych zwroty i terminy z prawa rzymskiego lub rzymsko-kanonicznego.

## Założenie Akademii Krakowskiej
Założenie uniwersytetu w średniowiecznej Europie wymagało zgody papieża lub cesarza, gdyż była to instytucja ponadpaństwowa. Kościół uznawał uniwersytet za instytucję prawa kanonicznego, dlatego dużą rolę przywiązywano do stopni i egzaminów. Wymagano nostryfikacji (deterniuatio) – zwykle ten egzamin poprzedzało opublikowanie tezy, której potem dotyczyła dyskusja. Między Kazimierzem III Wielkim a papieżem Urbanem V doszło do sporu, gdyż pierwszy uważał, że przeprowadzanie egzaminu na stopień ma odbyć się przed kanclerzem królewskim, drugi zaś w akcie zatwierdzenia twierdził, że należy to do Papieża.
Kazimierz III Wielki założył 5 katedr prawa rzymskiego – stąd miał się wziąć w Polsce podział na profesorów zwyczajnych i nadzwyczajnych, gdyż na czterech z nich profesor zarabiał 40 grzywien srebra, z kolei na piątej – gdzie wykładano Volumen – zaledwie 20. Polski władca w porównaniu do uniwersytetów w Bolonii czy Padwie traktował katedry prawa rzymskiego w sposób uprzywilejowany; tam były zaledwie 3 katedry zwyczajne.
Wykłady jednak nie ruszyły; uruchomiono jedynie wydział sztuk wyzwolonych. W 1397 roku papież Benedykt IX zgodził się na otwarcie wydziału teologii.
Zygmunt I Stary zarządził, że wszyscy profesorowie (doctores et profesores) pochodzenia plebejskiego uzyskają szlachectwo o ile nauczali minimum 20 lat. W akcie tym polski król odwoływał się do prawa rzymskiego. Prawo to miało być ograniczone do uniwersytetów pochodzenia królewskiego. Szlachta nie wyrażała na to zgody aż do sejmu grodzieńskiego w 1793 roku.
Prawo rzymskie miało zastosowanie w odniesieniu do świeckich scholarów i innych członków społeczności uniwersyteckiej, oskarżonych o ciężkie przestępstwa i sądzonych przez sąd królewski. Zasada ta została sformułowana po raz pierwszy przez Kazimierza III Wielkiego w akcie fundacyjnym Akademii Krakowskiej. Została powtórzona w: przywileju miasta Krakowa, akcie odnowienia uczelni wydanym przez Władysława II Jagiełłę i w konstytucji Zygmunta II Augusta z 1570 roku.
Teodor Ostrowski przedstawił sąd rektora tak, że oskarżony był sądzony "według przekonania sędziego". Podobnie czynił Józef Sołtykiewicz w dziele O stanie Akademii Krakowskiej od założenia jej w roku 1364, do teraźniejszego czasu, przyjmując, że chodzi o dane na ten przypadek od samego Króla lub Jego deputowanego sędziego przepisy. Inni badacze twierdzą jednak, że używane w opisach określenie leges oznaczało właśnie prawo rzymskie.

## Subsydiarna rola prawa rzymskiego
Prawo magdeburskie nakazywało w przypadku braku odwołanie do prawa rzymskiego. Średniowieczne prawo rzymskie zatem było pomocniczo stosowane w miastach polskich lokowanych na prawie magdeburskim, co podkreślali m.in. Bartłomiej Groicki i Cerasinus.
Podobnie sprawa przedstawiała się z prawem chełmińskim wyrosłym na prawie magdeburskim – podkreślali to Marcin Kromer i Piotr Roizjusz.

## Recypowanie szeregu instytucji prawa rzymskiego prywatnego[3]
W rewizji ludzbarskiej – Ius Culmense Correctum – z 1566 roku, mimo braku urzędowego zatwierdzenia, znalazła praktyczne zastosowanie w diecezji warmińskiej. Przykładem wpływów rzymskich jest szczegółowe wyliczenie przyczyn wydziedziczenia dzieci przez rodziców i rodziców przez dzieci.
Ius Culmense Revisum z 1594 roku, rewizja toruńska prawa chełmińskiego, nie zyskała oficjalnej sankcji, jednak znalazła zastosowanie w szeregu polskich miast m.in. w Gdańsku i miastach w północnej części Prus Królewskich.
Redaktorzy rewizji toruńskiej w niewielkim stopniu korzystali z poprzednich redakcji prawa chełmińskiego. Pod względem merytorycznym był to nowoczesny spis prawa, korzystający w przeważającej mierze z kodyfikacji justyniańskiej. Przykładami recepcji prawa rzymskiego są:
- z dziedziny prawa publicznego – postanowienia przeciw nadmiernemu luksusowi w zakresie uczt i strojów (pierwsze tego typu przepisy można dostrzec w ustawie XII tablic),
- z dziedzinie majątkowego – rozbudowanie w porównaniu z poprzednimi wersjami prawa chełmińskiego prawa obligacyjnego, więcej postanowień na temat słownego przyrzeczenia.

## Wykorzystanie prawa rzymskiego w praktyce
Postanowienia Kodeksu justyniańskiego, a zwłaszcza lex quisquis, wykorzystywano w procesach o crimen laesae maiestatis za panowania Zygmunta III Wazy i Stanisława Augusta Poniatowskiego.
W 1775 roku wydrukowano pracę F. Minockiego zatytułowaną Dissertatio canonico-civilis de crimine laese Majestatis. Autor najpierw definiuje pojęcie majestatu, wykorzystując w tym celu wyciągi z prawa rzymskiego i kanonicznego; majestat to cecha władcy, która nie uznaje nad sobą żadnej władzy nad boską, jak cesarz, królowie, niezawiśli książęta i najwyższa magistratura w republice. Zbrodnia majestatu stanowi najgroźniejsze dla państwa przestępstwo; przy okazji cytuje postanowienie cesarza Nerwy, że w sprawach zbrodni obrazy majestatu należy pominąć reguły prawa.
Romuald Hube w pracy O znaczeniu prawa rzymskiego i rzymsko-bizantyńskiego u narodów słowiańskich stwierdził, że w zakresie prawa karnego prawo rzymskiego miało tylko znaczenie teoryi, powagę zasady naukowej dla objaśnienia i rozwinięcia prawa ziemskiego, albo posługiwało pisarzom naszym jako argument naukowy, za pomocą którego w różnych czasach usiłowali wpłynąć na poprawę albo raczej umocnienie słabego systemu karania, uświęconego prawami krajowymi. Według tego prawnika w "zbrodniach obrazy majestatu" z 1620 i 1773 roku sądy, nie znajdując podstaw w prawach krajowych, skazały potomstwo sprawców na utratę szlachectwa, przy czym w uzasadnieniu powoływano się na prawo powszechne (leges communes).

## Przyjęcie rzymskiej systematyki prawa prywatnego
Badacze nie są zgodni, czy o zastosowaniu rzymskiej systematyki można mówić w przypadku statutów Kazimierza Wielkiego.
Rzymską systematykę za wzorcową  uważał Andrzej Frycz Modrzewski, stwierdzający w drugiej księdze dzieła O poprawie Rzeczypospolitej: nie wiem skąd można by zaczerpnąć lepszą metodę dla prawodawstwa niż z prawa rzymskiego.
W kodyfikacjach prawa chełmińskiego przejawiało się to w wyłącznym traktowaniu prawa rzeczowego i spadkowego z uwagi na ujmowania spadku jako jednego ze sposobów nabycia własności; a także w przeciwstaniu prawa publicznego (ius publicum) prywatnemu (ius privatum). W ramach tego ostatniego miał miejsce podział na personae, res i actiones, części z Instytucji Gaiusa. Taką systematykę do polskiego prawa usiłowali wprowadzić Maciej Śliwnicki i Jakub Przyłuski.
Andrzej Zamoyski w swoim projekcie kodeksu oparł się na rzymskim podziale (osoby, rzeczy, proces).

## Uznanie prawa rzymskiego za podstawę kodyfikacji
Maciej Śliwnicki, który podjął się z inicjatywy prymasa Jana Łaskiego próby kodyfikacji, opierał się na prawie rzymskim, chcąc zastąpić nim obowiązujące w Polsce prawo magdeburskie.
W uchwale sejmu warszawskiego z 1768 roku powołano komisję, która miała opracować projekt korektury praw czerpiąc prawa naprzód z statutu Litewskiego po tym z korektury Pruskiey, a na ostatku y z powszechnego cywilnego Rzymskiego lub innych obcych praw wszelkich. Działający w komisji pod przewodnictwem Andrzeja Zamoyskiego nie powinni przywiązywać się bezwzględnie do żadney z dawnych legislatur. Walenty Dutkiewicz twierdził, że w tym przypadku chodziło o dawne prawo krajowe, a nie o prawo rzymskie; pogląd ten jest dominujący w literaturze. Z kolei Wacław Aleksander Maciejowski, piszą o Kodeksie Zamoyskiego pisał, że jego twórca, równie jak Redaktorowie Francuzcy, umiał z Rzymskiego przejąć, co w nim było dobrego i dla Polski pożytycznego.

## Artur Duck o roli prawa rzymskiego w dawnej Polsce
Artur Duck (1580–1649), doktor prawa i kanclerz diecezji Londynu, w rozprawie De usu et auctoritate iuris civilis Romanorum in dominis principus Christianorum libri duo (1617) przedstawił całość wpływów rzymskich w średniowiecznej Europie. W pierwszej części przedstawił ogólną historię prawa rzymskiego, w drugiej charakterystykę danych państw wraz z rolą prawa rzymskiego.
Twierdził, że Rzym starożytny to wojsko i prawo. Wprawdzie wszystkie wojny były niesprawiedliwe, ale prawo zawsze było idealne. Duck nie zgadzał się z poglądem, że gdzie obowiązuje prawo rzymskie, tam sięga władza cesarza.
Jeśli chodzi o Polskę, podkreślał, że zarówno zaborcze tendencje cesarza, jak i uznanie kraju za lenno papieskie (nie płacono daniny obiecanej papieżowi Janowi XXII przez Władysława Łokietka) nie mają podstaw. Królowie sprawują władzę najwyższą w Polsce.
Pisał o hierarchii praw (stanowione; saskie, ewentualnie chełmińskie; kanoniczne). Błędnie uznawał dzieło J. Herbsta za obowiązujące. Nie znał też pism Groickiego.
Dzieło Ducka legło u podstaw teorii Jana Wincentego Bandtkiego, opowiadającego się za posiłkową mocą prawa rzymskiego na ziemiach polskich.

## Poglądy Teodora Ostrowskiego
Teodor Ostrowski w podręczniku Prawo cywilne albo szczególne narodu polskiego twierdził, że prawo rzymskie miało w Polsce moc posiłkową – przesłanką było obowiązywanie posiłkowe Statutu Litewskiego w Koronie.

## Spory w literaturze

### XIX wiek
Tadeusz Czacki w 1809 roku opublikował rozprawę zatytułowaną Czy prawo rzymskie było zasadą praw litewskich i polskich? I czy z północnymi narodami mieliśmy wiele wspólnych praw i zwyczajów. Już rok wcześniej Jan Wincenty Bandtkie uznał, że wpływ prawa rzymskiego był decydującym czynnikiem w rozwoju polskiego prawa; chociaż nie było wprowadzone ani wyraźną ustawą, ani iussu principis, miało moc posiłkową (vim atque auctoritatem iuris subsidiarii – moc, także i powagę prawa subsydiarnego).
W 1822 roku Uniwersytet Wileński ogłosił nagrodę za najlepszą pracę na temat wpływów prawa rzymskiego w Polsce. Efektem było kilkanaście rozpraw (m.in. Jaki wpływ prawodawstwo rzymskie na prawodawstwo polskie i litewskie mieć mogło? Aleksandra Mickiewicza).

### XX wiek
- Rafał Taubenschlag twierdził, że w XIII i XIV wieku w Polsce dokonała się romanizacja życia prawnego. Później złagodził swoje poglądy i zamiast o "recepcji" pisał o "wpływach" prawa rzymskiego.
- Stanisław Kutrzeba uznał, że nie mowy o poważniejszej recepcji prawa rzymskiego na ziemiach polskich. Poglądy Kutrzeby rozwinął jego uczeń Adam Vetulani, uznający rzymską terminologię prawną w tekstach dokumentach za pozbawiony znaczenia przejaw erudycji autora.